# Корё (гостиница)
Гостиница Корё (кор. 고려호텔) — четвёртый по высоте небоскрёб Пхеньяна и вторая по размерам гостиница в столице. Находится в центре Пхеньяна.

## Описание
Гостиница включает в себя две 143-метровые башни по 40 этажей каждая. На вершинах обеих башен установлены вращающиеся рестораны. Гостиница была построена в 1985 году, открыта в 1986 году. В гостинице имеется 400 высококомфортабельных номеров, спортзал, магазин с сувенирами и кинотеатр. Вход в гостиницу представляет собой пасть нефритового дракона шириной 9 метров и украшен мозаикой из полудрагоценных камней.